# Peacock Palace
Peacock Palace war eine Pop-Band aus Berlin mit Wurzeln im Protest-Folk eines Bob Dylan und der kalifornischen Flower-Power-Bewegung der späten 1960er Jahre.

## Geschichte
Gegründet wurde die Gruppe 1990;  vom Produzenten und Schlagzeuger NHOAH, der vorher schon mit David Hasselhoff, René Tinner, Romy Haag und Jayne County & The Electric Chairs Erfolge feiern konnte und seiner Partnerin Petra Jansen, die schon in anderen Berliner Bands aktiv war. Nhoah war Komponist und Produzent, Petra Jansen war Sängerin und schrieb die Texte. Die Band erreichte mit ihrer ersten CD die Top 20 der Albumcharts und mit ihrem Hit „Like a Snake“ Platz 2 der Top-Ten. Mit dem dazugehörigen Video schaffte es Peacock Palace als erste deutsche Band, über MTV massive Unterstützung zu bekommen und so auch ein internationales Publikum zu erreichen. Neben eigenen Tourneen spielten sie als Vorband unter anderem für Alison Moyet, Mink Deville und Manfred Mann und begleiteten The Pogues auf zwei Deutschland-Tourneen. Die dritte CD Gift – unter neuem Management von Mark Chung (ex-Einstürzende Neubauten) – wurde 1996 zwar auch in den USA veröffentlicht, konnte sich aber nirgendwo platzieren. Auf dem Höhepunkt der Techno-Welle in Deutschland schien es kaum noch Nischen für handgemachte Pop- und Rockmusik zu geben. Die Band löste sich 1999 auf.

## Diskografie

### Alben
- Adding Wings (1992)
- Paraphernalia (1993) Sony Music Entertainment (Germany) GmbH
- Gift (1996) Dragon Beat, PIAS Germany

### Singles
- Like a Snake (1991)
- Man on the Moon
- Venus and Mars
- Henry’s Song
- Heatwave (1993)
- Mellowman
- First Time – feat. Andrew Rankin (The Pogues)